# Sant Miquel Sacot
|  | Per a altres significats, vegeu «La Cot». |

Sant Miquel Sacot és una església romànica de La Cot, nucli disseminat de Santa Pau (la Garrotxa, Catalunya). És a uns 640 msnm És una església romànica reconstruïda i ampliada al segle xviii en estil neoclàssic. Durant el segle xviii, era possessió del Monestir de Sant Pere de Besalú. El lloc pertanyia a la baronia de Santa Pau. És a dins dels límits del Parc Natural de la Zona Volcànica de la Garrotxa. És un edifici que forma part de l'Inventari del Patrimoni Arquitectònic de Catalunya. A prop hi ha la Rectoria de Sant Miquel Sacot.

## Descripció
Originàriament Sant Miquel de la cot va ser un petit temple romànic. Així ho confirmen les escasses restes conservades a la façana de l'actual fàbrica. Es pot veure marcat el cloquer d'espadanya i també es poden veure les restes d'una porta d'època posterior a la romànica. Els moviments sísmics del segle xv ensorraren bona part de l'edifici, que va ser reconstruït i ampliat a finals del segle xviii seguint l'estil neoclàssic. Actualment és un temple d'una sola nau, amb cor que es prolonga a manera e trifori donant lloc a capelles laterals. Tots els sants de l'interior són d'escola olotina.
Fins a la segona meitat del segle xvi l'església no començà a estar proveïda d'ornaments i objectes de culte. L'altar major va ser realitzat el 1863. Pel que fa a les llindes, a la sagristia (porta esquerra del presbiteri) hi diu: "SOM POSADA VUI DIA 4 / D jUNY 1789". Segons Montsalvatje a finals de segle xix es conservava la següent llinda al costat dret: "SOM ESTAT PINTAT Y DORAT EN LO ANY 1889".
Les pintures conservades a l'interior són del segle XVIII-XIX. En el presbiteri cal destacar dos quadres que representen dues escenes relatives a la vida del Sant; Sant Miquel guanyant el dimoni i Sant Miquel s'apareix a un bisbe. Ambdues foren realitzades amb colors poc estridents, suaus, malgrat que el pas del temps els ha esborrat el cromatisme inicial.
La pica baptismal fa 2,7m de perímetre i 80cm d'alçada. Està situada al costat dret de la capella lateral. Sense decoració ni cap data, la seva mida fa pensar que és força antiga. Actualment encara està en ús.
A l'absis principal hi ha un retaule del 1863.

## Història
La primera notícia data de l'any 1009, amb motiu de la donació que va fer l'arxiprest Witard de l'església de dit lloc amb els delmes i primícies al monestir de Sant Pere de Besalú. A partir del 1029 l'abat del monestir quedà constituït senyor al·lodial del terme de la Cot en virtut de la venda realitzada pels esposos Grau i Ermessindis.
A la segona meitat del segle xvi l'església començà a disposar d'ornaments i objectes de culte rics, encara que fins al segle següent els inventaris constaten com a metall preciós el llautó. Fins a principis del segle xvii només hi hagué dos altars; anys després hi descobrim un tercer dedicat a Sant Joan Baptista. Després de l'ampliació del temple, l'any 1787, foren cinc el nombre d'altars.
No va patir destrosses durant la Guerra Civil. Sant Miquel de la Cot, té avui dia una importància especial per a tot historiador de l'art, ja que es troba conservada intacte des d'abans del 1936.